# 19582 Блов
19582 Блов (19582 Blow) — астероїд головного поясу, відкритий 13 липня 1999 року.
Тіссеранів параметр щодо Юпітера — 3,417.